# Altoona, Alabama
Altoona är en kommun (town) i Blount County, och Etowah County, i Alabama. Vid 2010 års folkräkning hade Altoona 933 invånare.